# NGC 3263
NGC 3263 ist eine Balken-Spiralgalaxie vom Hubble-Typ SBc im Sternbild Segel des Schiffs am Südsternhimmel, die schätzungsweise 124 Millionen Lichtjahre von der Milchstraße entfernt ist.
Das Objekt wurde am 3. Februar 1835 vom britischen Astronomen John Herschel entdeckt.